# Pawel Borissowitsch Bykow

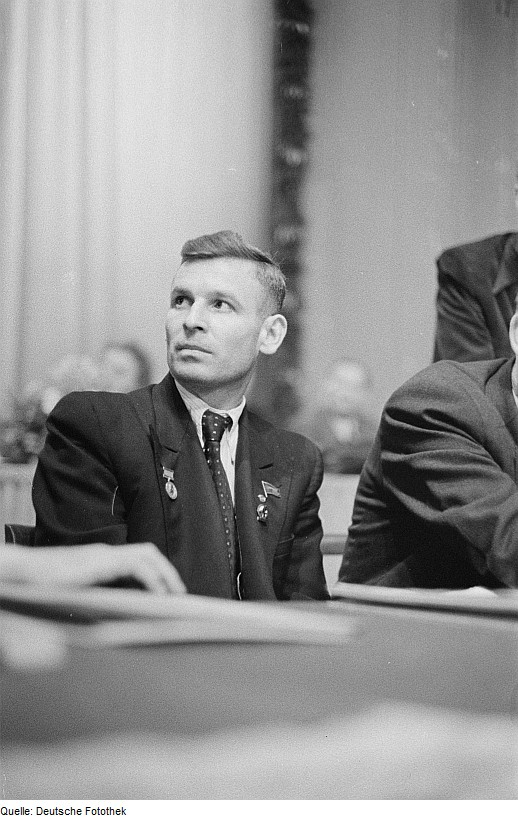
Pawel Bykow, 1950 in Leipzig

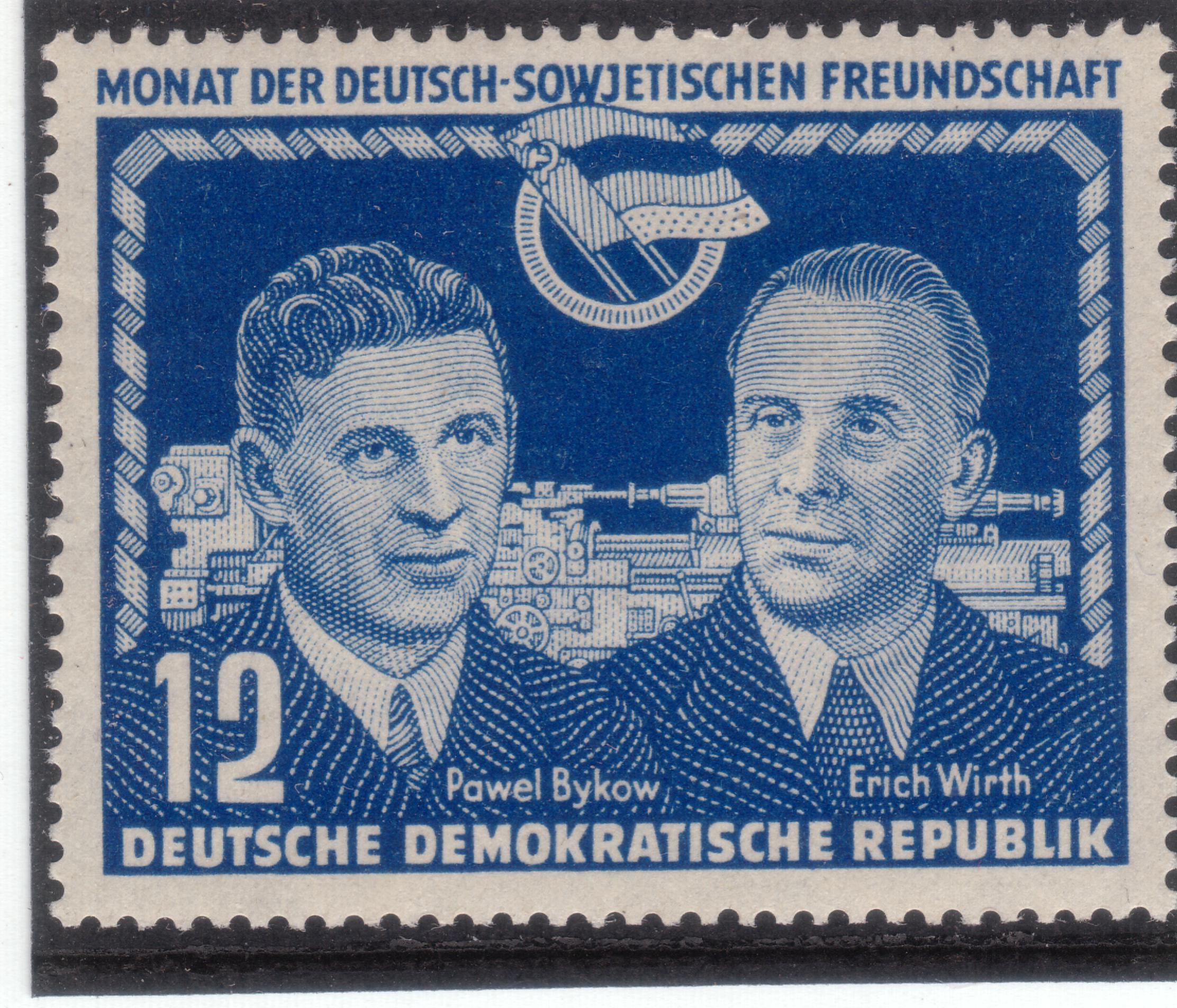
Briefmarke der DDR aus dem Jahr 1951; links Pawel Bykow, rechts Erich Wirth, der die Bykow-Methode in der DDR einführte

Pawel Borissowitsch Bykow} (russisch Павел Борисович Быков}, wiss. Transliteration Pavel Borisovič Bykov; * 28. Märzjul. / 10. April 1914greg. in Tjumenewo, Gouvernement Rjasan; † 12. Dezember 2013 in Rjasan) war ein sowjetischer Dreher. Er wurde durch von ihm entwickelte Verfahren zum Schnelldrehen bekannt. Er und seine Arbeitsweise wurden im Zuge der sozialistischen Propaganda als Vorbild hingestellt.

## Leben
Bykow war in einem Moskauer Schleifmaschinenwerk tätig und soll dort die erste sogenannte Komplexbrigade initiiert haben. Er entwickelte mehrere Schnellbearbeitungsverfahren, darunter auch das Schnelldrehen. Bykow nutzte dabei ungewöhnlich hohe Schnittgeschwindigkeiten, wofür eigens spezielle Drehwerkzeuge entwickelt worden waren.
Um seinen Arbeitsansatz und die erhoffte damit einhergehende höhere Arbeitsproduktivität zu verbreiten, besuchte Bykow als Neuerer viele Unternehmen in sozialistischen Ländern und insbesondere auch in der DDR.

## Würdigungen
Pawel Bykow war Träger des Stalinpreises. In der DDR wurden diverse Einrichtungen nach ihm benannt und auch eine Briefmarke mit seinem Bild herausgegeben. In Bad Schandau war ein FDGB-Ferienheim nach Pawel Bykow benannt. Die Dreherei des VEB Schwermaschinenbau „Karl Liebknecht“ in Salbke trug gleichfalls den Namen Pawel Bykow. Der Maler Hermann Bruse schuf in den Jahren 1951/52 das Ölgemälde Pawel Bykow – Lehrer deutscher Arbeiter.